# Marathon de Boston 2008
Navigation
Édition précédente Édition suivante
Le Marathon de Boston de 2008 est la 112e édition du Marathon de Boston, disputée le 21 avril 2008 à Boston, dans le Massachusetts, aux États-Unis. Elle est remportée par le Kényan Robert Cheruiyot chez les hommes et l'Éthiopienne Dire Tune chez les femmes.

## Résultats

### Hommes
| Rang | Athlète                   | Nationalité | Temps           |
| ---- | ------------------------- | ----------- | --------------- |
|      | Robert Kipkoech Cheruiyot | Kenya       | 2 h 07 min 46 s |
|      | Abderrahime Bouramdane    | Maroc       | 2 h 09 min 04 s |
|      | Khalid El Boumlili        | Maroc       | 2 h 10 min 35 s |
| 4    | Gashaw Asfaw              | Éthiopie    | 2 h 10 min 47 s |
| 5    | Kasime Adillo             | Éthiopie    | 2 h 12 min 24 s |
| 6    | Timothy Cherigat          | Kenya       | 2 h 14 min 13 s |
| 7    | Christopher Cheboiboch    | Kenya       | 2 h 14 min 47 s |
| 8    | James Kwambai             | Kenya       | 2 h 16 min 07 s |
| 9    | James Koskei              | Kenya       | 2 h 16 min 07 s |
| 10   | Nicholas Arciniaga        | États-Unis  | 2 h 16 min 13 s |

### Femmes
| Rang | Athlète              | Nationalité | Temps           |
| ---- | -------------------- | ----------- | --------------- |
|      | Dire Tune            | Éthiopie    | 2 h 25 min 25 s |
|      | Alevtina Biktimirova | Russie      | 2 h 25 min 27 s |
|      | Rita Jeptoo          | Kenya       | 2 h 26 min 34 s |
| 4    | Jeļena Prokopčuka    | Lettonie    | 2 h 28 min 12 s |
| 5    | Magarsa Assale       | Éthiopie    | 2 h 29 min 48 s |
| 6    | Bruna Genovese       | Italie      | 2 h 30 min 52 s |
| 7    | Nuța Olaru           | Roumanie    | 2 h 33 min 56 s |
| 8    | Robe Tola            | Éthiopie    | 2 h 34 min 37 s |
| 9    | Lidia Grigorjeva     | Russie      | 2 h 35 min 37 s |
| 10   | Stephanie Hood       | États-Unis  | 2 h 44 min 44 s |

### Fauteuils roulants (hommes)
| Rang | Athlète | Nationalité | Temps |
| ---- | ------- | ----------- | ----- |
|      |         |             |       |
|      |         |             |       |
|      |         |             |       |

### Fauteuils roulants (femmes)
| Rang | Athlète | Nationalité | Temps |
| ---- | ------- | ----------- | ----- |
|      |         |             |       |
|      |         |             |       |
|      |         |             |       |